# Thunder in the East
Albums de Loudness
Disillusion
(1984) Shadows of War
(1986)
Thunder in the East est le 5e album studio du groupe japonais Loudness sorti en 1985.

## Liste des morceaux
Toutes les paroles sont écrites par Minoru Niihara, toute la musique est composée par Akira Takasaki.
| No  | Titre                                       | Durée |
| --- | ------------------------------------------- | ----- |
| 1.  | Crazy Nights                                | 4:04  |
| 2.  | Like Hell                                   | 3:44  |
| 3.  | Heavy Chains (Musique: Masayoshi Yamashita) | 4:18  |
| 4.  | Get Away                                    | 3:53  |
| 5.  | We Could Be Together                        | 4:35  |
| 6.  | Run for your Life                           | 3:59  |
| 7.  | Clockwork Toy                               | 3:55  |
| 8.  | No Way Out                                  | 4:01  |
| 9.  | The Lines Are Down                          | 4:57  |
| 10. | Never Change Your Mind                      | 4:09  |

## Composition du groupe
- Minoru Niihara - chants
- Akira Takasaki - guitare
- Masayoshi Yamashita - basse
- Munetaka Higuchi - batterie